# الن هوخ
الن هوخ (انگلیسی: Ellen Hoog؛ زادهٔ ۲۶ مارس ۱۹۸۶) بازیکن هاکی روی چمن اهل هلند است.